# Emiliano Rey
Emiliano Juan Rey (Mar del Plata, Provincia de Buenos Aires, Argentina, 5 de enero de 1975) es un ex futbolista argentino. Militó en inferiores de Independiente, Quilmes y Boca en primera Argentina, Universidad de Chile, Deportivo Cali Colombia, Barcelona de Guayaquil Ecuador,Torres de Sassari Italia y Al-Ain Emiratos Árabes Unidos.
Debutó en la Primera División de Argentina en Boca Juniors el 9 de agosto de 1998, en el encuentro contra Ferro por la primera fecha del torneo Apertura. En total jugó 13 partidos en el Xeneixe, convirtiendo 2 goles. 
Obtuvo 4 títulos, uno en Barcelona 1997, Boca 1998, Deportivo Cali y U de Chile en 1999

Recordado por haber convertido en el Maracaná siendo un juvenil en una visita de Boca Juniors al Flamengo por la Copa Mercosur 1998.

## Clubes
| Club                            | País                   | Año       |
| ------------------------------- | ---------------------- | --------- |
| Quilmes Atlético Club           | Argentina              | 1994-1996 |
| Boca Juniors                    | Argentina              | 1996-1997 |
| Barcelona de Guayaquil          | Ecuador                | 1998      |
| Boca Juniors                    | Argentina              | 1998-1999 |
| Deportivo Cali                  | Colombia               | 1999      |
| Universidad de Chile            | Chile                  | 1999      |
| Boca Juniors                    | Argentina              | 2000      |
| Al Ain                          | Emiratos Árabes Unidos | 2000      |
| Universitario                   | Perú                   | 2000-2001 |
| Sassari Torres                  | Italia                 | 2002      |
| Aldosivi                        | Argentina              | 2003-2004 |
| Cadetes (Mar del Plata)         | Argentina              | 2005-2006 |
| Almagro Florida (Mar del Plata) | Argentina              | 2007-2008 |

## Palmarés

### Como jugador

#### Campeonatos nacionales
| Título           | Club                 | País      | Año      |
| ---------------- | -------------------- | --------- | -------- |
| Primera División | Boca Juniors         | Argentina | A - 1998 |
| Primera Divisíon | Universidad de Chile | Chile     | 1999     |